# Łowca nagród (zawód)

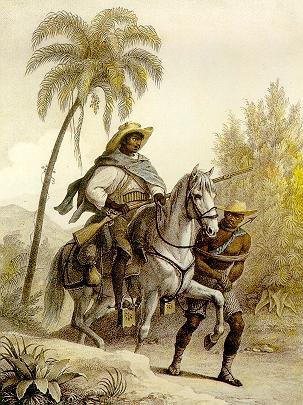
Afrobrazylijski łowca nagród na obrazie Johanna Moritza Rugendasa. Obraz z 1823.

Łowca nagród (ang. bounty hunter) – najemnik zajmujący się wyłapywaniem osób ściganych przez wymiar sprawiedliwości (kryminalistów, zbiegów, uciekinierów) za nagrodę pieniężną. W Stanach Zjednoczonych istnieje wiele synonimów odnoszących się do tego zawodu – w przeszłości oprócz terminu bounty hunter istniał jeszcze termin bounty killer. Obecnie dla określenia łowcy nagród używane są sformułowania takie jak: bail enforcement agent, bail agent, recovery agent, bail recovery agent, fugitive recovery agent. Niekiedy termin „łowca nagród” używany jest zamiennie z terminem „łowca głów”.
W 1872 Sąd Najwyższy Stanów Zjednoczonych ustanowił, iż łowcy nagród stali się częścią systemu organów ścigania na terenie USA w sprawie Taylor v. Taintor. Dlatego zawód łowcy nagród upowszechnił się na Dzikim Zachodzie, gdzie często dochodziło do rabunku banków, a lokalni szeryfowie nie potrafili poradzić sobie z bezprawiem. Również w tym czasie popularne stały się słynne plakaty „Wanted”, na których widniały podobizny osób wyjętych spod prawa oraz kwota wyznaczona za dostarczenie żywego lub martwego złoczyńcy. W przeszłości oprócz łapania złoczyńców, łowcy nagród trudnili się wyłapywaniem zbiegłych czarnoskórych niewolników.
Obecnie również istnieją łowcy nagród – jeden z nich Duane „Dog” Chapman wsławił się m.in. tym, że w kulminacyjnym momencie kariery łowcy nagród potrafił łapać pięciu przestępców dziennie, a w całej swojej karierze zdołał ująć ponad 7 tys. zbiegów. Do historii przeszła również akcja Chapmana, w której „Dog” miał dostarczyć do wymiaru sprawiedliwości Andrew Lustera (prawnuka Maxa Factora), oskarżonego o potrójny gwałt. W kwietniu 2003 Chapman oznajmił w wywiadzie dla „Los Angeles Times”, że zdoła ująć Lustera i postawić go przed wymiar sprawiedliwości. 18 czerwca 2003 Chapman wytropił Lustera w meksykańskim mieście Puerto Vallarta i jeszcze tego samego dnia o godz. 5 rano Chapman ujął Lustera, lecz dostarczenie go z Meksyku do USA udaremniła meksykańska policja, która zatrzymała Duane'a Chapmana uznając, że zatrzymanie Lustera przez Chapmana było bezprawne. Również obecnie łowcami nagród zostają najczęściej prywatni detektywi lub emerytowani albo byli funkcjonariusze jednostek policyjnych.
Inną słynną łowczynią nagród była Domino Harvey – brytyjska modelka, która porzuciła branżę modelingu, by wejść w biznes łowców nagród. W 2005 powstał poświęcony jej film biograficzny pt. Domino. W tytułową rolę wcieliła się Keira Knightley.

## Łowcy nagród w popkulturze
Łowcy nagród często spotykani są w filmach. Jednymi ze znanych łowców nagród byli Boba Fett, Jango Fett oraz Din Djarin (Mandalorianin) występujący w uniwersum Gwiezdnych wojen. Innymi łowcami nagród były takie filmowe postaci jak np.: Anielskie Oczka (Lee Van Cleef) i Blondas (Clint Eastwood) ze spaghetti westernu pt. Dobry, zły i brzydki; Barbara Kopetski – będąca komiksową łowczynią nagród działającą pod pseudonimem „Żyleta” (w 1996 powstał film fabularny pt. Żyleta – w postać Barbary Kopetski wcieliła się Pamela Anderson); Doktor King Schultz i Django – dwaj łowcy nagród z filmu Quentina Tarantino pt. Django. Motyw łowcy nagród pojawił się również w komedii romantycznej pt. Dorwać byłą z 2010.
Również w komiksach pojawia się motyw łowców nagród – wśród komiksowych postaci wykonujących zawód łowcy nagród wyróżnić można takich bohaterów jak: Angela, Johan Hex czy Jinx z komiksów G.I. Joe.

## Wyposażenie
Obecnie łowcy nagród rzadko używają broni palnej. Na ogół wyposażeni są w kamizelki kuloodporne, tasery, kajdanki, pałki ogłuszające oraz spray z gazem pieprzowym. Znakiem rozpoznawczym są też odznaki z wygrawerowanym napisem BAIL ENFORCEMENT AGENT. Wielu łowców nagród dla wzajemnego porozumiewania się podczas akcji używa krótkofalówek.